# BuBuChaCha
BuBuChaCha (ぶぶちゃちゃ、だいすき?, Bubu Chacha, Daisuki!) è una serie TV anime del 1999 di Akira Okeya, Takeshi Anzai e Tetsurō Amino, prodotta da Amino, Daume e Japan Digital Entertainment. La prima stagione di 26 episodi è andata in onda per la prima volta in Giappone su NHK dal 25 aprile 1999 e la seconda stagione a partire dal 10 maggio 2001.
In Italia i diritti sono stati acquistati dalla Rai che ha affidato il doppiaggio della serie a N1 - Nap Recording Studio, diretto da Sergio Luzi. La messa in onda è iniziata su Rai 2 dal 17 gennaio 2002 e terminata il 6 giugno 2003.

## Trama
BuBuChaCha racconta la storia di Buddy, un bambino il cui defunto cane Chacha si è reincarnato in una macchina giocattolo vivente. Ogni episodio viene raccontato come il capitolo di un libro di fiabe, in cui Buddy impara un'importante lezione di vita accanto al suo amico per la vita Chacha. Buddy incontra tanti amici nel corso delle sue avventure.

## Personaggi

### Principali
Randy Rand (Buddy)
È un bambino di 3 anni molto dolce, curioso e adorabile che matura grazie alle sue esperienze e al suo amico Chacha. Il suo interesse è quello di interessarsi a tutto ciò che lo circonda. Doppiato da Yuko Sasamoto (originale) e da Ilaria Latini (italiano).
ChaCha
È il migliore amico di Buddy. Anche se sembra un giocattolo, Chacha è un cane. Chacha e Buddy sono molto legati e fanno sempre tante amicizie. Doppiato da Chō (originale) e da Oliviero Dinelli (italiano).
Connie Rand (Mamma)
Una madre amorevole e comprensiva che nota la maturità di Buddy. Il suo hobby è il giardinaggio. Doppiata da Atsuko Tanaka (originale) e da Beatrice Margiotti (italiano).
Forest Rand (Papà)
Essendo un giornalista, Forest ha sempre molte informazioni che rendono Buddy molto eccitato. Forest ama i giocattoli ed è molto fantasioso. Doppiato da Takuma Suzuki (originale) e Roberto Certomà (italiano).
Mary
È una bambina, coetanea e vicina di Buddy. Mary si considera e cerca di comportarsi come una persona adulta, considerando Buddy solo un bambino e cerca di aiutarlo a crescere. Doppiata da Taeko Kawata (originale) e da Monica Ward (italiano).
Nick & Terry
Hanno rispettivamente 5 e 3 anni. Per la loro particolarità che consiste nel parlare solo rappando, sono conosciuti anche come "I Rap Brothers". Doppiati rispettivamente da Tomohiro Nishimura e Kōichi Sakaguchi (originale) e da Corrado Conforti e Luigi Ferraro (italiano).

## Colonna sonora
Sigla di apertura giapponese
- "Bubu Chacha Shikatanai?" (ぶぶチャチャ仕方ない??), musica di Tsuno Tsuyoshi, testo di Tetsurō Amino e cantata da Makorin & Pythagoras.

Sigla di chiusura giapponese
- "Hashiwo Watarou" (橋を渡ろう?), musica di Tsuno Tsuyoshi, testo di Tetsurō Amino e cantata da Makorin & Pythagoras.

Sigla italiana
- "BuBu ChaCha", testo di Luca Angelosanti, musica di Francesco Morettini e cantata da Patrizio Buanne.

## Doppiaggio
L'edizione italiana Rai è stata curata da Annalisa Vasselli. Il doppiaggio italiano è stato effettuato presso lo studio di doppiaggio "N1 - Nap Recording Studio" sotto la direzione di Sergio Luzi. I dialoghi italiani sono di Vladimiro Conti, Roberta Pelliccela Amato, Laura Bacci, Maria Cristina Canale e Maria Teresa Cella.
| Personaggi     | Doppiatori giapponesi | Doppiatori italiani |
| -------------- | --------------------- | ------------------- |
| Buddy (Randy)  | Yuko Sasamoto         | Ilaria Latini       |
| Chacha         | Yuuichi Nagashima     | Oliviero Dinelli    |
| Mary           | Taeko Kawata          | Monica Ward         |
| Catherine      | Yumi Takada           | Emanuela Amato      |
| Padre di Buddy | Takuma Suzuki         | Roberto Certomà     |
| Madre di Buddy | Atsuko Tanaka         | Beatrice Margiotti  |
| Nick           | Tomohiro Nishimura    | Corrado Conforti    |
| Terry          | Koichi Sakaguchi      | Luigi Ferraro       |

## Episodi
In Giappone l'anime è stato trasmesso su NHK in due stagioni di 26 episodi ciascuna.
| Nº                      | Titolo italiano Giapponese 「Kanji」 - Rōmaji                                      | In onda           | In onda          |
| Nº                      | Titolo italiano Giapponese 「Kanji」 - Rōmaji                                      | Giapponese        | Italiano         |
| Stagione 1 (26 episodi) |                                                                                    |                   |                  |
| 1                       | Il dinosauro bambino 「恐竜のあかちゃん」 - Kyōryū noakachan                       | 29 aprile 1999    | 17 gennaio 2002  |
| 2                       | Buddy vuole volare 「雲は不思議」 - Kumo ha fushigi                                | 6 maggio 1999     | 18 gennaio 2002  |
| 3                       | Buddy ha paura dei fantasmi 「アパートに幽霊」 - Apato ni yūrei                    | 13 maggio 1999    | 21 gennaio 2002  |
| 4                       | Buddy, ChaCha e l'oceano 「船まで冒険」 - Fune made bōken                          | 27 maggio 1999    | 22 gennaio 2002  |
| 5                       | Il tesoro di mamma e papà 「ママとパパの宝物」 - Mama to papa no takaramono        | 3 giugno 1999     | 23 gennaio 2002  |
| 6                       | La mamma non sta bene 「ママが迷子」 - Mama ga maigo                               | 10 giugno 1999    | 24 gennaio 2002  |
| 7                       | Uno strano inseguimento 「危険なドライブ！」 - Kiken na doraibu!                   | 17 giugno 1999    | 25 gennaio 2002  |
| 8                       | Lo strano travestimento di Buddy 「ボクはお姫さま？」 - Boku hao hime sama?        | 24 giugno 1999    | 28 gennaio 2002  |
| 9                       | L’amico di ChaCha 「ほねほね大事件」 - Honehone daijiken                           | 1º luglio 1999    | 29 gennaio 2002  |
| 10                      | Le preoccupazioni di Mary 「マリーのまっくろ雲」 - Mari nomakkuro kumo             | 8 luglio 1999     | 30 gennaio 2002  |
| 11                      | Un robot spaziale 「ロボットで失敗？」 - Robotto de shippai?                       | 15 luglio 1999    | 31 gennaio 2002  |
| 12                      | Il vento misterioso 「風さんのいたずら」 - Kaze sannoitazura                       | 22 luglio 1999    | 1º febbraio 2002 |
| 13                      | Buddy e Mary hanno un segreto 「がんばるサーモンくん」 - Ganbaru samon kun         | 29 luglio 1999    | 4 febbraio 2002  |
| 14                      | ChaCha è innamorato 「名犬チャチャ」 - Mei inu chacha                              | 5 agosto 1999     | 5 febbraio 2002  |
| 15                      | Buddy diventa geloso 「赤ちゃんが来た」 - Akachan ga kita                          | 12 agosto 1999    | 6 febbraio 2002  |
| 16                      | Il Tesoro dimenticato di papà 「パパの忘れ物」 - Papa no wasuremono                | 26 agosto 1999    | 7 febbraio 2002  |
| 17                      | Buddy va dalla nonna 「チャチャと離れ離れ」 - ChaCha to hanare hanare              | 2 settembre 1999  | 8 febbraio 2002  |
| 18                      | Gli amici del bosco 「森とお友達」 - Mori too tomodachi                            | 9 settembre 1999  | 11 febbraio 2002 |
| 19                      | Un amico alieno 「雪の王子様」 - Yuki no ōjisama                                   | 23 settembre 1999 | 12 febbraio 2002 |
| 20                      | Buddy, ChaCha e la gara 「チャチャと競走」 - ChaCha to kyōsō                       | 30 settembre 1999 | 13 febbraio 2002 |
| 21                      | Babbo Natale è nel cuore di ognuno 「不思議トンネル」 - Fushigi tonneru            | 7 ottobre 1999    | 22 febbraio 2002 |
| 22                      | L'albero dell'Insegnante 「先生の木」 - Sensei no ki                               | 14 ottobre 1999   | 15 febbraio 2002 |
| 23                      | Il segreto dei segreti 「ナイショのヒミツ」 - Naisho no himitsu                    | 28 ottobre 1999   | 18 febbraio 2002 |
| 24                      | Buddy e la libellula 「トンボさんは空の上」 - Tonbo sanha sora no ue               | 4 novembre 1999   | 19 febbraio 2002 |
| 25                      | Un regalo per la nonna 「ボクのオーケストラ」 - Boku no okesutora                  | 11 novembre 1999  | 20 febbraio 2002 |
| 26                      | Buddy il fotografo 「チャチャのワァ！」 - ChaCha no waa!                           | 25 novembre 1999  | 21 febbraio 2002 |
| Stagione 2 (26 episodi) |                                                                                    |                   |                  |
| 27                      | La macchina ad energia solare 「お日さまエンジン」 - O nichi sama enjin            | 10 maggio 2001    | 5 maggio 2003    |
| 28                      | Dall'altra parte dell'arcobaleno 「虹のむこう」 - Niji nomukō                      | 17 maggio 2001    | 6 maggio 2003    |
| 29                      | Il grande castello di sabbia 「大きな砂のお城」 - Ooki na suna noo shiro           | 31 maggio 2001    | 7 maggio 2003    |
| 30                      | Giochiamo tutti insieme 「みんなで遊ぶ」 - Minnade asobu                           | 7 giugno 2001     | 8 maggio 2003    |
| 31                      | L'addestramento del robottino 「ブルはヒーロー」 - Buru ha hiro                    | 14 giugno 2001    | 9 maggio 2003    |
| 32                      | Il negozio delle meraviglie 「不思議な匂い」 - Fushigi na nioi                     | 21 giugno 2001    | 12 maggio 2003   |
| 33                      | Al circo con la febbre 「お熱でサーカス」 - O netsu de sakasu                      | 28 giugno 2001    | 13 maggio 2003   |
| 34                      | Le divertenti gocce di pioggia 「楽しい雨つぶくん」 - Tanoshi i ame tsubukun       | 5 luglio 2001     | 14 maggio 2003   |
| 35                      | Il pericoloso leopardino 「危ないヒョウくん」 - Abuna i hyō kun                    | 12 luglio 2001    | 15 maggio 2003   |
| 36                      | Vai, Chip! 「行け!チップ」 - Ike! Chippu                                           | 26 luglio 2001    | 16 maggio 2003   |
| 37                      | Una buona azione 「誰の影？」 - Dare no kage?                                      | 2 agosto 2001     | 19 maggio 2003   |
| 38                      | Ta, Ta, Ta! Il Ballo con l'Organo 「タタタ! ダンスオルガン」 - Tatata! Dansuorugan | 9 agosto 2001     | 20 maggio 2003   |
| 39                      | Tau si trasferisce 「タウがお引っ越し」 - Tau gao hikkoshi                         | 16 agosto 2001    | 21 maggio 2003   |
| 40                      | Tanta immaginazione 「ソーゾーがいっぱい」 - Sozo gaippai                          | 23 agosto 2001    | 22 maggio 2003   |
| 41                      | Come nel sogno 「夢とおんなじ」 - Yume toonnaji                                    | 30 agosto 2001    | 10 ottobre 2006  |
| 42                      | Il gatto diventa uno stivale 「長靴になった猫」 - Nagagutsu ninatta neko           | 6 settembre 2001  | 23 maggio 2003   |
| 43                      | Il timbro di Buddy 「ボクのスタンプ」 - Boku no sutanpu                            | 13 settembre 2001 | 26 maggio 2003   |
| 44                      | Che problema, papà ratto! 「大変!パパラット」 - Taihen! Paparatto                  | 27 settembre 2001 | 27 maggio 2003   |
| 45                      | La montagna amica 「山のお友だち」 - Yama noo tomo dachi                           | 4 ottobre 2001    | 28 maggio 2003   |
| 46                      | Gli amici della neve 「雪のお友だち」 - Yuki noo tomo dachi                        | 11 ottobre 2001   | 29 maggio 2003   |
| 47                      | La donna misteriosa 「お船でやってきた謎の人」 - O fune deyattekita nazo no nin    | 18 ottobre 2001   | 30 maggio 2003   |
| 48                      | Le chiacchiere degli zoccoli 「おしゃべり木靴さん」 - Oshaberi kigutsu san         | 25 ottobre 2001   | 2 giugno 2003    |
| 49                      | Il viaggio di ChaCha 「チャチャの旅」 - ChaCha no tabi                             | 8 novembre 2001   | 3 giugno 2003    |
| 50                      | Con la corsa torna l'allegria 「レースで元気!」 - Resu de genki!                   | 15 novembre 2001  | 4 giugno 2003    |
| 51                      | Il desiderio di Mary 「マリーの願い」 - Mari no negai                              | 22 novembre 2001  | 5 giugno 2003    |
| 52                      | Il mare sopra le nuvole 「果てしないお空の海」 - Hate shinaio sora no umi          | 29 novembre 2001  | 6 giugno 2003    |

## Home video
In Italia l'anime è stato pubblicato in VHS da Mondo TV (solo i primi otto episodi) e in DVD da Mondo Home Entertainment (solo i primi tre episodi).